# Abu Hail (metropolitana di Dubai)
Abu Hail (in arabo أبوهيل, ʾĀbūhīl) è una stazione della metropolitana di Dubai della linea verde. Venne inaugurata il 9 settembre 2011 e aperta al pubblico il giorno successivo.